# جيمس روبنسون (عالم اقتصاد)
جيمس آلان روبنسون (من مواليد 1960) هو عالم اقتصاد وعالم سياسي بريطاني. وهو حاليًا أستاذ لدراسات الصراعات العالمية وأستاذ جامعي في كلية هاريس للسياسة العامة بجامعة شيكاغو. كما يعمل مديرًا لمعهد بيرسون لدراسة وحل الصراعات العالمية في كلية هاريس. سبق لروبنسون أن درَّس في جامعة هارفارد بين عامي 2004 و2015 وأيضًا في جامعة كاليفورنيا، بيركلي، وجامعة جنوب كاليفورنيا، وجامعة ملبورن.